# Scaler
Lo scaler è un processo hardware tramite il quale un segnale video con una determinata risoluzione viene convertito ad una risoluzione maggiore o minore.

## Funzioni
Lo scaler svolge principalmente le seguenti funzioni:
1. Upscaler: quando la risoluzione del segnale di uscita è maggiore di quella in ingresso. In questo caso ci sono meno pixel di quelli richiesti e perciò un solo pixel viene rappresentato da più pixel causando uno sgranamento e una perdita di qualità dell'immagine. Ovviamente la qualità dell'upscaling dipende sia dalla qualità dello scaler sia dalla complessità dell'algoritmo utilizzato.
2. Downscaler: quando la risoluzione del segnale di uscita è minore di quella in ingresso. In questo caso ci sono più pixel di quelli richiesti e perciò un certo numero di pixel e quindi di informazione va persa causando come prima una perdita di qualità.

## Applicazioni ed utilizzo
Può essere adoperato nel caso di terminali video (come televisioni o monitor) che riproducono un segnale con risoluzione minore della risoluzione dello schermo, in alcuni casi sono in grado anche di riprodurre un segnale con risoluzione maggiore della risoluzione dello schermo.
Nel terminale ricevente è presente il componente che si occupa di questo processo chiamato scaler; questo dispositivo forza la risoluzione del segnale al valore desiderato.

## Efficacia
L'efficacia di queste soluzioni dipendono dal rapporto tra il segnale in ingresso ed il pannello o segnale in uscita.

Infatti se il rapporto tra i due è un numero intero, quindi 2, 3, 4, ecc se l'immagine deve essere ingrandita, si ha un aumento dell'immagine senza alterazioni in quanto vengono semplicemente moltiplicate le righe e le colonne dell'immagine, se invece l'immagine deve essere rimpicciolita a seconda del sistema o si ha un taglio di alcune righe e colonne, il che potrebbe in alcuni casi creare lievi alterazioni nelle forme e quindi perdere qualità nell'immagine, ma conserva la definizione, oppure viene fatta una media e conserva il più possibile la qualità dell'immagine, ma si riduce per forza di cose la definizione.
Per le situazioni in cui vi è una differenza di 1,5 o 2,5 o 3,5 ecc se l'immagine deve essere ingrandita, si ha un aumento dell'immagine potenzialmente senza alterazioni in quanto alcune righe e colonne sono semplicemente moltiplicate, mentre altre righe è colonne sono date dalla media delle righe o colonne che le circondano, la differenza è in queste colonne, in quanto alcuni sistemi semplicemente ripropongono la colonna o riga precedente, altri invece fanno realmente la media, se invece l'immagine deve essere rimpicciolita a seconda del sistema o si ha un taglio di alcune righe e colonne, il che potrebbe in alcuni casi creare alterazioni nelle forme e quindi perdere qualità nell'immagine, ma conserva la definizione la quale renderà ancora più evidente il taglio delle righe, oppure viene fatta una media e conserva il più possibile la qualità dell'immagine, ma si riduce per forza di cose la definizione, con un impegno computazionale maggiore rispetto ad un rapporto intero.
Nel caso di situazioni con differenze ancora più distanti dal rapporto per interi, quindi 1,1 o 1,2 o 2,1 o 2,2 ecc, si ha un aumento dell'immagine con rischi di alterazioni in quanto solo poche righe e colonne che sono semplicemente moltiplicate, mentre molte righe è colonne sono date dalla interpolazione delle righe o colonne che le circondano, quindi il peso di queste è molto importante sulla qualità dell'immagine, nei sistemi che semplicemente ripropongono la colonna o riga precedente si ha un forte impatto negativo sulla qualità dell'immagine, mentre per le soluzioni che fanno realmente l'interpolazione si ha una perdita di definizione.
Se invece l'immagine deve essere rimpicciolita a seconda del sistema o si ha un taglio di alcune righe e colonne, il che crea alterazioni nelle forme e quindi perdere qualità nell'immagine, ma conserva la definizione la quale renderà ancora più evidente il taglio delle righe, oppure viene fatta una media differenziale (in quanto i pixel dell'immagine del segnale non occupano allo stesso modo lo spazio dei pixel dello schermo) e conservare il più possibile la qualità dell'immagine, ma si riduce la definizione, richiedendo un importante impegno computazionale.
Nel caso il rapporto è nell'intorno dell'1, quindi 1,1 o 1,2 ecc è in molti casi preferibile riprodurre l'immagine senza adattamenti, in quanto se l'immagine è più piccola si visualizzerà un bordo nero molto contenuto tutto attorno all'immagine, nel caso l'immagine sia più grande si ha un taglio dell'immagine, che se centrata può non influire sulla fruizione del contenuto, in quanto generalmente è raro avere informazioni visive importanti o interessanti agli estremi dell'immagine, mentre nel caso l'immagine non venga centrata si ha un'alterazione visiva relativamente importante.